# İsmail Can Üzüm
İsmail Can Üzüm (* 18. Juni 1995 in Güzelbahçe) ist ein türkischer Fußballspieler.

## Karriere

### Verein
Üzüm begann mit dem Vereinsfußball in der Jugend des Amateurvereins Güzelbahçe Belediyespor und wechselte 2010 in die Jugend von Göztepe Izmir. Hier erhielt er im Sommer 2013 einen Profivertrag und gab sein Profidebüt dabei am 20. September 2013 bei der Drittligabegegnung gegen Dardanelspor. In der Saison 2014/15 erreichte er mit seinem Verein die Meisterschaft der TFF 2. Lig und Aufstieg in die TFF 1. Lig.
Für die Saison 2014/15 wurde er zusammen mit weiteren Teamkollegen an den Viertligisten Tire 1922 Spor ausgeliehen und für die Rückrunde der Saison 2016/17 an Ofspor.

### Nationalmannschaft
Üzüm fiel nach seinem Aufstieg in die Profimannschaft Göztepes den Nationaltrainern der türkischen U-19 auf und wurde das erste Mal am 14. August 2013 für die Nationalmannschaft nominiert. Er absolvierte für die U-19 eine Begegnung.

## Erfolge
Mit Göztepe Izmir
- Meister der TFF 2. Lig und Aufstieg in die TFF 1. Lig: 2014/15